# Fontaine Ortmans

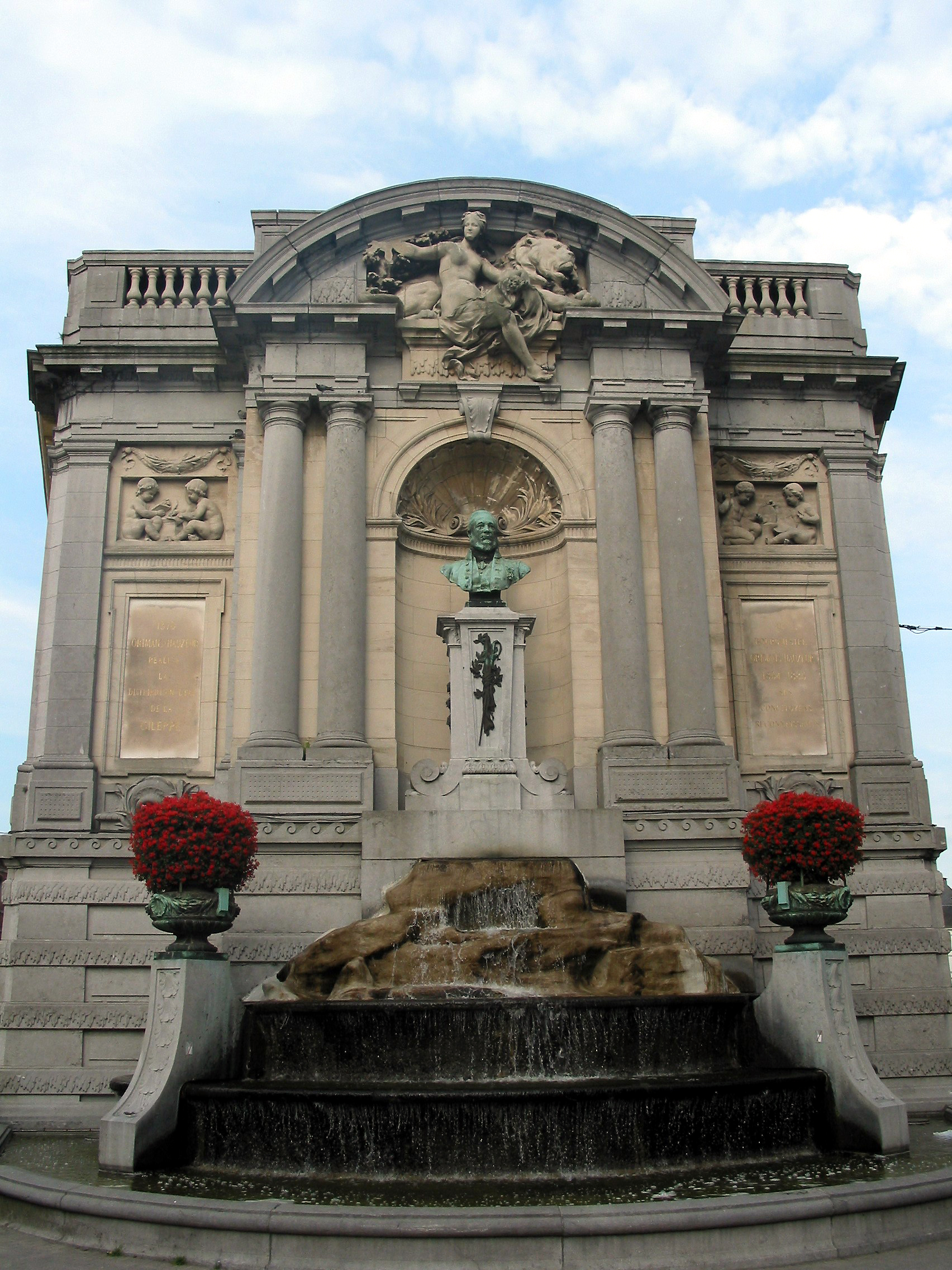
Fontaine Ortmans

De Fontaine Ortmans (voluit: Fontaine Ortmans-Hazeur) is een monumentale fontein in de Belgische stad Verviers, gelegen op de hoek van de Rue des Raines en de Rue des Alliés.

## Geschiedenis
De fontein werd opgericht in 1892 ter ere van burgemeester Ortmans-Hazeur, welke de wolindustrie van Verviers heeft gered door de aanleg van de Gileppestuwdam te bepleiten (1878), welke deze industrie van bruikbaar water voorzag en ook aan de bevolking betrouwbaar drinkwater leverde.

## Beschrijving
De fontein beslaat de gehele zijgevel van een groot gebouw en is daarmee één der grootste fonteinen van België.
Vier zuilen dragen een afgerond fronton, welke een allegorische voorstelling bevat van een vrouw welke naast een leeuw rust. Links en rechts van de zuilen worden enkele kinderen in reliëf afgebeeld. Binnen de zuilen bevindt zich een nis waarin de buste van genoemde burgemeester staat opgesteld. Hieronder ontspringt de eigenlijke fontein, welke het water over een trap naar beneden laat vloeien.